# P5+1
Il P5+1 è un gruppo di sei potenze mondiali, che nel 2006 ha unito gli sforzi diplomatici con l'Iran per quanto riguarda il suo programma nucleare. Il termine si riferisce al P5 o cinque membri permanenti del Consiglio di sicurezza delle Nazioni Unite, vale a dire gli Stati Uniti, Russia, Cina, Regno Unito e Francia, oltre alla Germania. P5+1 è spesso indicato come E3+3 (o E3/EU3) dai paesi europei.
L'Italia avrebbe dovuto far parte del gruppo, ma il presidente del Consiglio Silvio Berlusconi ha rifiutato l'offerta a causa dei legami economici del paese con l'Iran. Il successivo governo, guidato da Romano Prodi, ha cambiato la posizione della precedente amministrazione e del ministro degli Affari esteri. Massimo D'Alema ha partecipato agli incontri tra il 2006 e il 2007, quando il gruppo era noto come P5+2. Quando Berlusconi è tornato al potere nel 2008, l'Italia ha lasciato il gruppo per la seconda volta. Nel 2014, su richiesta del presidente del consiglio italiano Matteo Renzi, il suo ministro degli affari esteri Federica Mogherini è stata nominata Alto rappresentante dell'UE per avere una rappresentanza informale dell'Italia nel gruppo mentre i negoziati si avvicinavano alla conclusione e all'elaborazione del piano d'azione congiunto globale. 
Il 14 luglio 2015 il gruppo raggiunge uno storico accordo nucleare con l'Iran, concordando un documento che prevede l'eliminazione delle sanzioni internazionali che gravano sul Paese islamico. L'Iran è quindi uscito dalla lista dei Paesi sanzionati dalle Nazioni Unite. In cambio, l'Iran non sarà in grado di accedere alla bomba atomica. Tuttavia, nel maggio 2018, nonostante l'Iran non abbia mai violato l'accordo sul nucleare, gli Stati Uniti reimposero pesantissime sanzioni all'Iran.

## Paesi P5+1

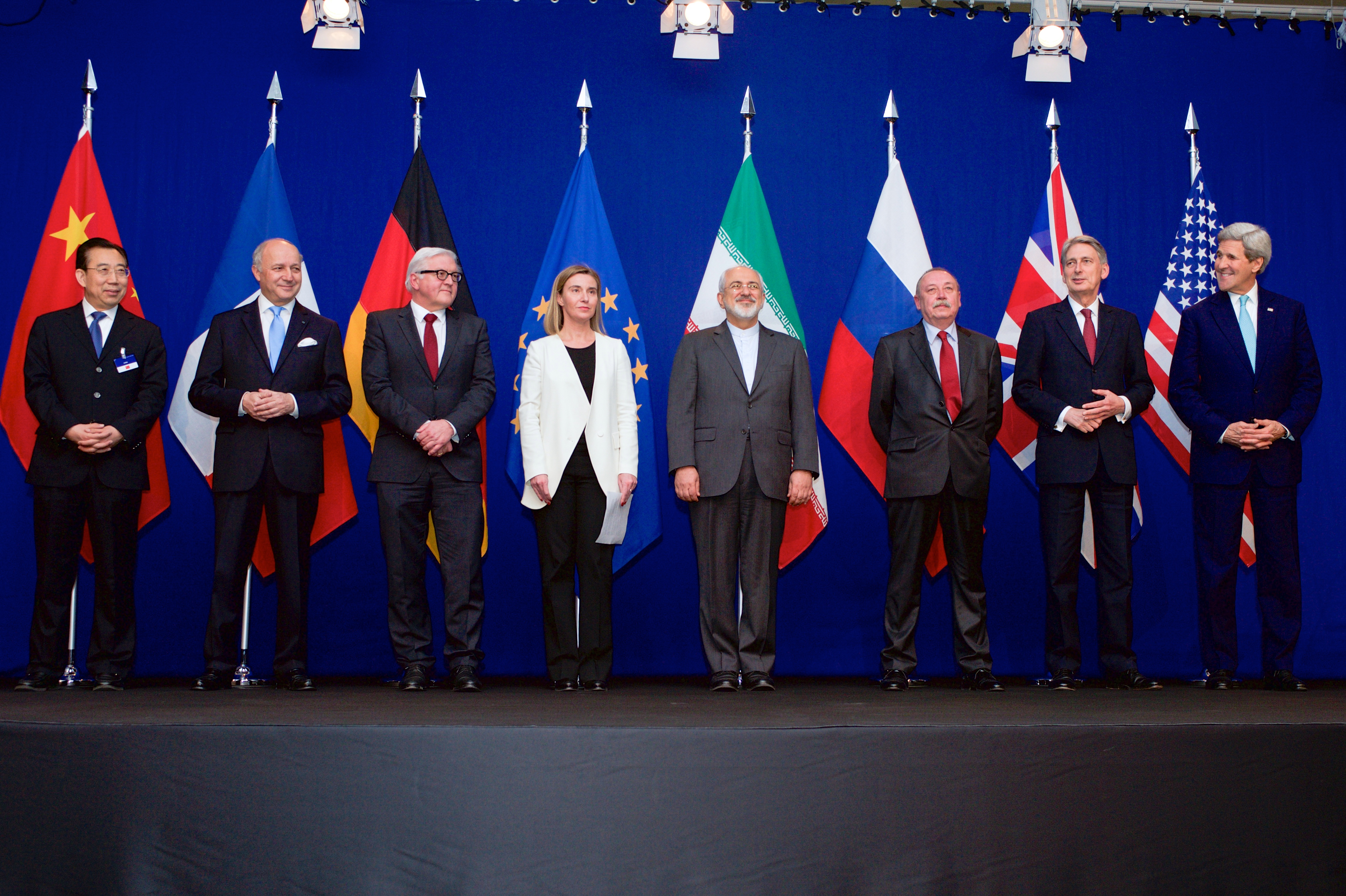
I rappresentanti dei paesi P5+1, Iran e Unione europea hanno annunciato l'approvazione preliminare del programma nucleare iraniano a Losanna, il 2 aprile 2015.

| Paese       | Membro permanente Consiglio di sicurezza delle Nazioni Unite | Membro Unione europea |
| ----------- | ------------------------------------------------------------ | --------------------- |
| Cina        | si                                                           |                       |
| Francia     | si                                                           | si                    |
| Germania    |                                                              | si                    |
| Regno Unito | si                                                           | no                    |
| Russia      | si                                                           |                       |
| Stati Uniti | si                                                           |                       |